# El-Assasif
El-Assasif, nekropolia egipska położona na zachodnim brzegu Nilu w Tebach, przy wejściu do suchej zatoki prowadzącej do Deir el-Bahari i na południe od nekropolii Dra Abu el-Naga.
Odnaleziono tutaj groby pochodzące z okresu XXVI dynastii, XXV dynastii i XVIII dynastii